# Philocryptica polypodii
Philocryptica polypodii är en fjärilsart som beskrevs av Watt 1921. Philocryptica polypodii ingår i släktet Philocryptica och familjen vecklare. Inga underarter finns listade i Catalogue of Life.